# 圣热内斯-德弗龙萨克
圣热内斯-德弗龙萨克（法語：Saint-Genès-de-Fronsac）是法国吉伦特省的一个市镇，属于利布尔讷区和北吉伦特县（Le Nord-Gironde）。该市镇总面积6.96平方公里，2009年时的人口为710人。

## 人口
圣热内斯-德弗龙萨克人口变化图示